# BLNO
La BLNO, siglas de la Basketligaen Norge, es la principal competición de baloncesto de Noruega. Fue creada en el año 2000, con un carácter semi-profesional. El último campeón de la competición ha sido el Kongsberg Miners.

## Historial
| Ed.   | Temporada | Campeón          | Res.   | Subcampeón         |
| ----- | --------- | ---------------- | ------ | ------------------ |
| I     | 2000–01   | Oslo Kings       | 3–2    | Kongsberg Penguins |
| II    | 2001–02   | Asker Aliens     | 3–0    | Kongsberg Penguins |
| III   | 2002–03   | Asker Aliens     | 3–0    | Harstad Vikings    |
| IV    | 2003–04   | Bærum Basket     | 3–2    | Harstad Vikings    |
| V     | 2004–05   | Asker Aliens     | 3–0    | Harstad Vikings    |
| VI    | 2005–06   | Harstad Vikings  | 3–2    | Asker Aliens       |
| VII   | 2006–07   | Ulriken Eagles   | 3–1    | Harstad Aliens     |
| VIII  | 2007–08   | Asker Aliens     | 3–0    | Harstad Vikings    |
| IX    | 2008–09   | Ulriken Eagles   | 3–2    | Tromsø Storm       |
| X     | 2009–10   | Asker Aliens     | 3–1    | Tromsø Storm       |
| XI    | 2010–11   | Bærum Basket     | 3–2    | Tromsø Storm       |
| XII   | 2011–12   | Frøya Basket     | 80–78  | Asker Aliens       |
| XIII  | 2012–13   | Bærum Basket     | 81–65  | Tromsø Storm       |
| XIV   | 2013–14   | Gimle Basket     | 102–68 | Ammerud Basket     |
| XV    | 2014–15   | Centrum Tigers   | 85–71  | Tromsø Storm       |
| XVI   | 2015–16   | Centrum Tigers   | 85–71  | Tromsø Storm       |
| XVII  | 2016–17   | Centrum Tigers   | 87–74  | Gimle              |
| XVIII | 2017–18   | Kongsberg Miners | 2–1    | Asker Aliens       |
| XIX   | 2018–19   | Kongsberg Miners | 2–1    | Gimle              |